# Siro Persichelli
Siro Persichelli, registrato all'anagrafe con il nome di Sila, (Montereale, 22 maggio 1890 – Arco, 25 luglio 1961), è stato un generale italiano.
Ufficiale superiore di fanteria del Regio Corpo Truppe Coloniali, proveniente praticamente dalla gavetta (ex sergente maggiore), è stato uno dei migliori tattici coloniali nel teatro di guerra dell'Africa Orientale Italiana dal 1936 al 1941. Tre volte promosso per merito di guerra, sette volte ferito in azione, e pluridecorato (Una Medaglia d'oro, quattro d'argento, due di bronzo, una Croce di guerra al valor militare, e la Croce di Cavaliere dell'Ordine militare di Savoia).

## Biografia
Siro Persichelli, registrato però all'anagrafe con il nome di Sila, nacque a Montereale, (provincia dell'Aquila), il 22 maggio 1890 figlio di Giovanni e Anita Rampelli. Arruolatosi volontario nel Regio Esercito nel 50º fanteria,  partecipò alla guerra italo-turca col grado di sergente maggiore. Nel gennaio 1915 fu trasferito nel 50º reggimento Granatieri  col quale a partire dal 24 maggio 1915 prese parte alla prima guerra mondiale.

### Prima guerra mondiale
Nel giugno 1915, a soli 25 anni, conquistò la sua prima medaglia di bronzo al valor militare, allorché da sergente maggiore del 2º Reggimento "Granatieri di Sardegna" sventò e respinse con un pugno di uomini un insidioso attacco di un nutrito nucleo nemico nei pressi di Monfalcone.
Nel novembre 1917 gli fu concessa la prima medaglia d'argento al valor militare per il suo magnifico comportamento durante le tragiche giornate di Caporetto, quando, con il grado di tenente di una compagnia mitragliatrici, era in forza sempre al 2º Reggimento Granatieri. Ricevette poi una seconda medaglia d'argento per il fatto d'arme del 9 dicembre 1917 a Caposile, in cui, al comando della medesima compagnia mitragliatrici, dimostrò un'audacia e uno sprezzo del pericolo incredibili.
Promosso capitano del 2º Granatieri, si distinse nella dura e vittoriosa battaglia del Piave del 2-6 luglio 1918. Benché gravemente ferito continuò a restare sul posto, soccorrendo con i suoi uomini alcuni reparti in gravi difficoltà, ottenendo una seconda medaglia di bronzo al valor militare.

### L'Africa orientale
Allo scoppio della guerra d'Etiopia (1935) aveva 45 anni, ma chiese ed ottenne il comando di un battaglione indigeno e fu assegnato al VI Battaglione coloniale denominato "Agah". Nel febbraio 1936 prese parte alla conquista dell'Amba Aradam meritandosi la Croce di guerra al valor militare.
Nel susseguente mese di aprile, sempre con gli àscari del VI, sbaragliò le colonne dei guerrieri abissini in ripiegamento sulle rive del lago Ascianghi, conquistandosi una promozione straordinaria per merito di guerra da primo capitano al grado di maggiore.
Dopo la battaglia di Lechemti-Gore, nel dicembre 1936, gli fu conferita la terza medaglia d'argento al valor militare, e nel 1938 venne insignito della Croce di Cavaliere dell'Ordine militare di Savoia per le sue brillanti operazioni di contrasto ai ribelli nella zona di Marabetiè, pur avendo forze ai suoi ordine nettamente inferiori a quelle del nemico.
Non solo abile soldato, fu anche instancabile tessitore di rapporti con i capi indigeni con cui strinse patti e alleanze, riuscendo così, nel volgere di pochi mesi, a ristabilire l'ordine e la pace in tutto il vasto territorio da Marabetiè a Caia Zaret, da Giorù a Mored. Per questi successi nel luglio 1939 ottenne la promozione al grado di tenente colonnello per merito di guerra.

### Seconda guerra mondiale

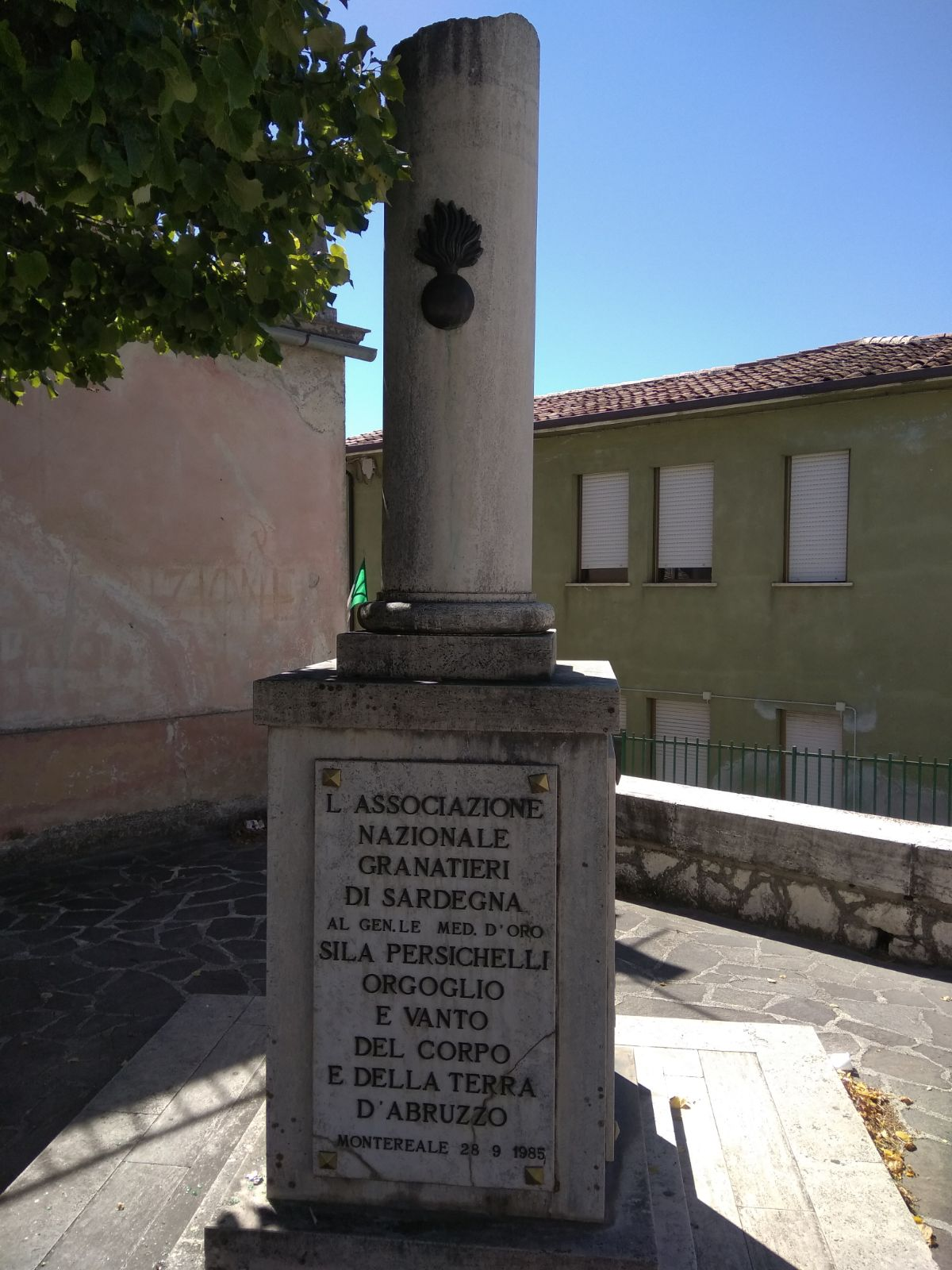
La stele a Sila Persichelli a Montereale (L'Aquila)

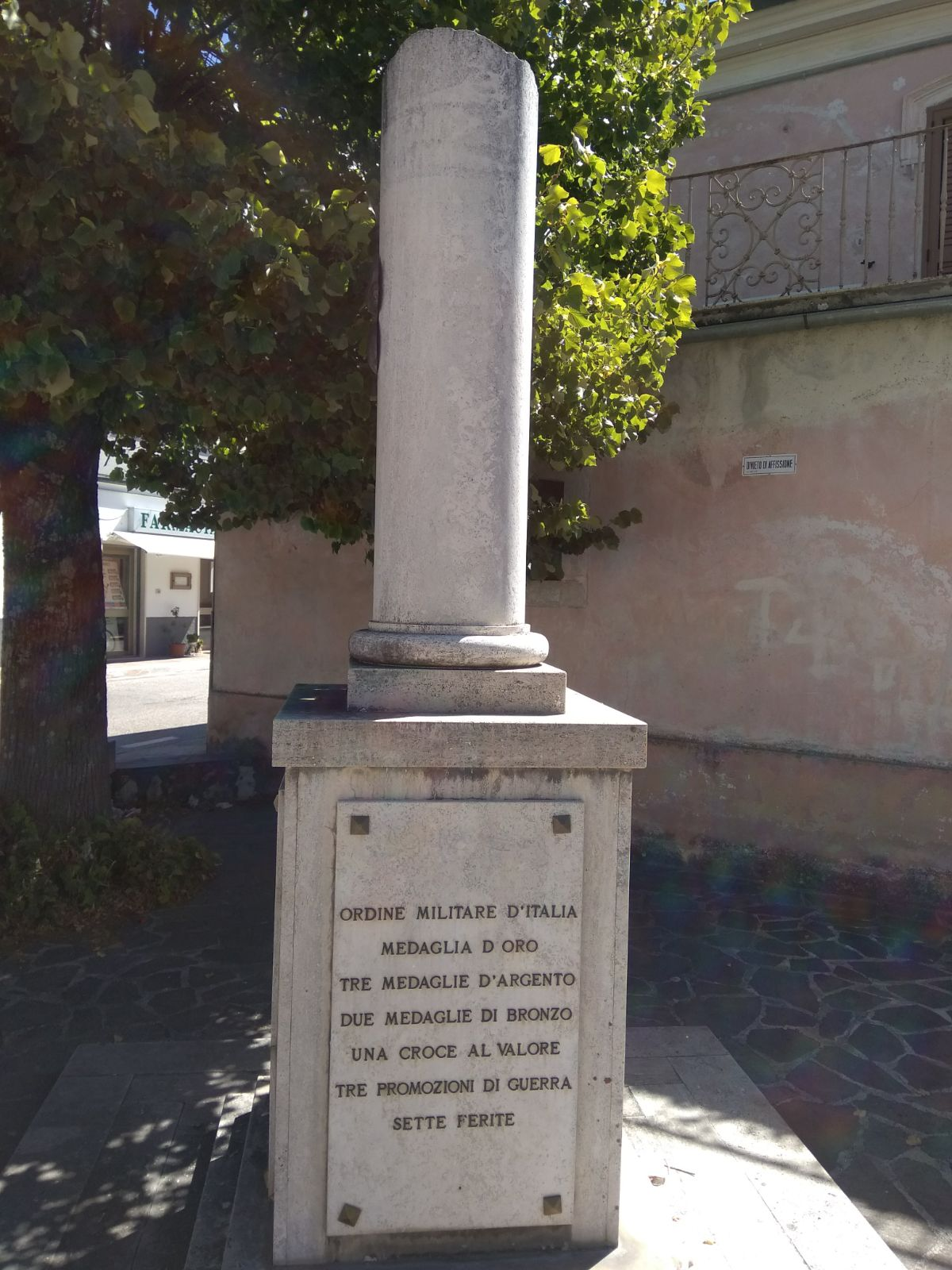
La stele a Sila Persichelli a Montereale (L'Aquila)

Allo scoppio della seconda guerra mondiale si trovava ancora di guarnigione in Africa orientale, al comando del Gruppo Bande dell'Altipiano, forte di 5.000 ascari, attestato nella zona di Buriè nel Goggiam. Ricevuto l'ordine di repremire le azioni di guerriglia delle bande di ribelli arbegnuoc, non deluse le aspettative dei superiori, ottenendo alcuni successi contro i rivoltosi e riportando così la calma nelle zone di Bulga, Noari, Giorù, Mofer, Marabetiè e Sostamba. Persichelli ottenne così un nuovo avanzamento per meriti di guerra a gradi di colonnello.
Duramente provato nel fisico dalle molte ferite di guerra, dai continui strapazzi per il tipo di combattimento (guerriglia e controguerriglia) degli ultimi anni e dai climi malsani in cui da tempo era stato costretto ad operare, fu ricoverato nel convalescenziario di Gorgorà sul lago Tana. Fattosi mandare in convalescenza nelle vicinanze del fronte, a Cheren, e benché non rimessosi del tutto, mosse mari e monti per ottenere un incarico operativo. La sua richiesta fu accontentata dal generale Orlando Lorenzini, che cadde poi da prode da lì a qualche settimana a Cheren guadagnandosi la medaglia d'oro, e gli fu assegnato il comando del glorioso IV battaglione ascari "Toselli", appartenente alla 2ª Brigata coloniale.
A Cheren lui e i suoi ascari del IV si coprirono letteralmente di gloria; l'intrepido colonnello, ancora una volta ferito, fu sempre in prima linea, anche se dovette essere sorretto a braccia dai suoi soldati. Per il suo valore e per aver fatto molto di più di quello che viene normalmente chiesto ad un ufficiale combattente, venne decorato della massima onorificenza militare, la Medaglia d'oro al valor militare. Un'altra medaglia d'oro (la seconda) fu concessa anche al IV battaglione coloniale Toselli.
Ricoverato per le sue condizioni prima nell'ospedale civile di Asmara e poi in residenza coatta a Cheren, favorì in ogni modo la lotta clandestina antinglese, fino a diventarne il capo carismatico. A lui si dovettero la costituzione dei quattro depositi di viveri e di armi, vitali per la continuazione della guerriglia, nella zona di Adi Ugri, in quella di Dessiè, nel territorio delle tribù degli Azebo Galla, da sempre filo-italiane, e lungo la strada di Agordat. Sempre a lui si dovette la ribellione dei capi indigeni del Tigrai contro il negus e i suoi protettori britannici. Per i suoi contatti con l'Italia fece poi segretamente installare una stazione radio nella zona dell'Agarè.
Fu internato dagli inglesi prima nel campo di concentramento di Cassala, poi in vari campi del deserto egiziano.

### Dopoguerra
Tornato in patria, si dedicò alla compilazione delle sue memorie di guerra nel teatro africano; vennero pubblicate nel 1955 a Milano dall'editore Gastaldi col titolo "Eroismo eritreo nella storia d'Italia".
Morì all'età di 71 anni ad Arco, in provincia di Trento, il 25 luglio 1961.
Per onorarne la mamoria la città dell'Aquila gli ha intitolato una via, mentre la città di Roma gli ha intitolato un plesso scolastico.

### Periodici
- Angela De Pace, Eroi alla Balduina, in Pianoterra alla Balduina, n. 13, Roma, Tipografia Valerio Scambelluri, ottobre 2011,  p. 4.